# Kesselpater
Der Kesselpater ist ein 2985 m ü. A. hoher Berggipfel der Lasörlinggruppe in der Venedigergruppe in Osttirol (Österreich). Er liegt im Nordwesten Osttirols in der Gemeinde St. Jakob in Defereggen, südlich der Gemeindegrenze zu Prägraten am Großvenediger. Der Kesselpater wurde erstmals am 15. Juli 1896 von Ludwig Purtscheller von der Hainzenspitze aus bestiegen.

## Lage
Der Kesselpater liegt im Westen der Lasörlinggruppe und verfügt über einen Nord-, West- und Südgrat. Der Westgrat führt zur Hainzenspitze (2977 m ü. A.), wobei die Hainzenscharte (2875 m ü. A.) die beiden Gipfel voneinander trennt. Der Nordgrat mit der Finsterkarscharte (2954 m ü. A.) führt zur gleichnamigen Südostgipfel der Finsterkarspitze (3029 m ü. A.). Der Südgrat fällt in Richtung der Dürrfeldalm ab. Westlich des Kesselpaters erstreckt sich das Finsterkar, südlich liegt der Kesselsee, der in das im Süden gelegene, von Westen nach Osten verlaufende Trojeralmtal entwässert.

## Aufstiegsmöglichkeiten
Die schnellsten Aufstiegsmöglichkeiten bieten sich ausgehend von der Neuen Reichenberger Hütte aus der Finsterkarscharte über den Nordgrat oder aus der Heinzenscharte über den Westgrat (jeweils I). Ein Aufstieg über den Südgrat ist von der Dürrfeldalm möglich, wobei der Aufstieg hier über den Kesselsee und danach linksseitig auf den Südgrat führt (I).